# Bailieborough

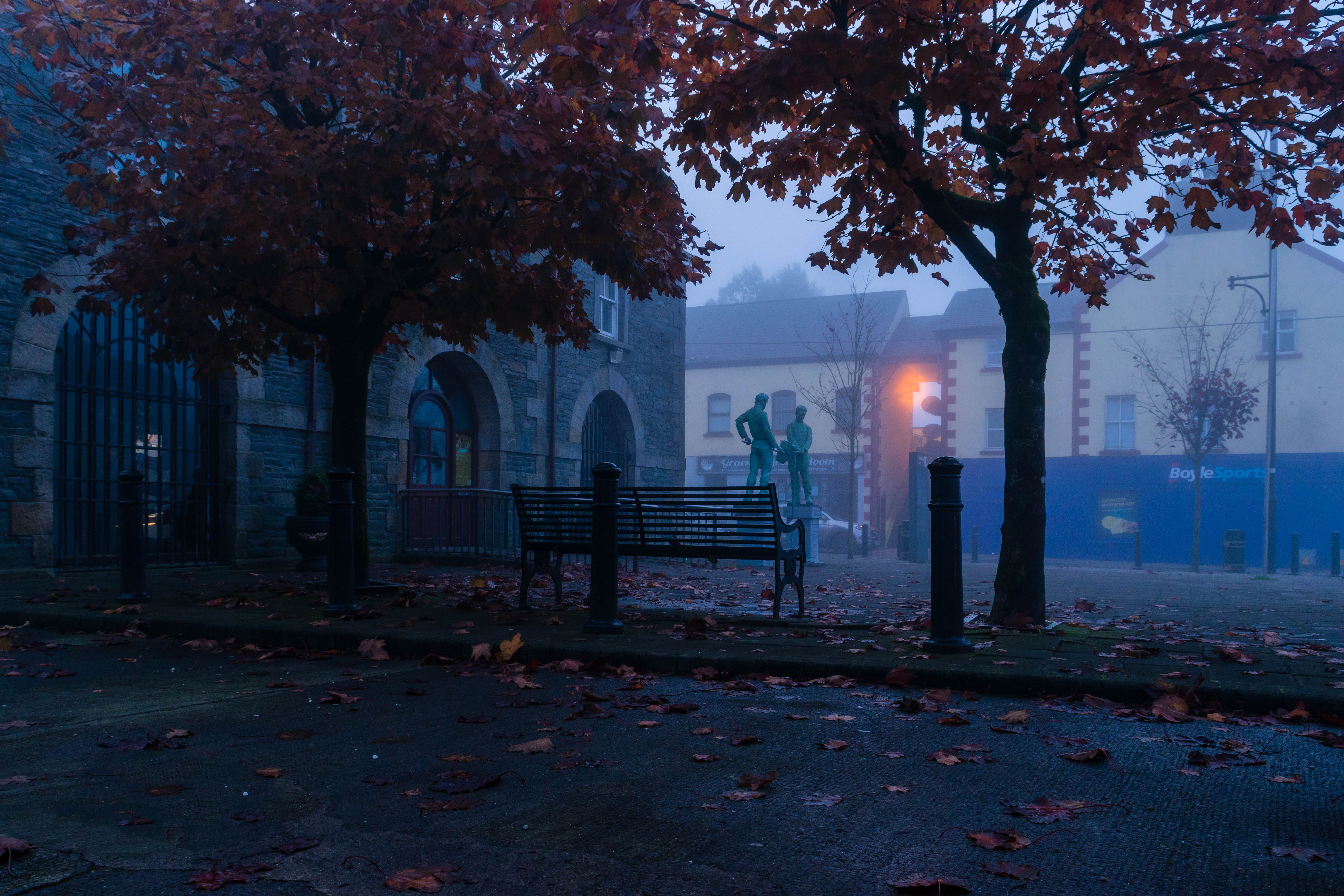
Biblioteca de Bailieborough, incluida en el Inventario de Patrimonio Arquitectónico de Irlanda.

Bailieborough es una localidad situada en el condado de Cavan, en la provincia de Úlster (República de Irlanda). Según el censo de 2016, tiene una población de 2683 habitantes.
Está ubicada al norte del país, a poca distancia al este del curso alto del río Shannon —el más largo de Irlanda— y de la frontera con Irlanda del Norte.